# 李桀汉
李桀汉（Danell Lee Chieh Hun，1982年7月1日—），原名李吉汉（Daniel Lee Chee Hun），马来西亚歌手及第二届马来西亚偶像冠军。李吉汉精通于钢琴，吉他与小提琴，并在马来西亚理科大学就读音乐系及曾在大马周杰伦无与伦比演唱会上，担任过特别嘉宾。

## 演藝生涯
李吉汉参与第二届马来西亚偶像，最后在决赛的时候获得120万短讯的支持（另一位决赛参赛者NITA获得50万短讯）成为冠军。
之後李吉汉获得Sony BMG的一纸合约，从而进军歌坛。他的个人首张同名专辑在两个月后推出市场，并在3星期内突破1万张，整张专辑的总销量更达到金唱片，破了25000张，成为2005年大马最好卖其中一张专辑及最畅销的新人。
在2006年11月所举行的娱协奖中，李吉汉个人獲得6个奖项，只排在夺10个奖项的光良之后。尤其是3个靠短汛及一个现场投票的奖项。
2008年中，李吉汉推出叫作《Pasti》（肯定）的首张马来语迷你专辑，共4首歌曲及1首伴奏曲。不久以后，李吉汉更改其名称李桀汉，同时推出名称《分享》的首张精选卡拉OK DVD，内容15首MV以及一首精彩幕后花絮片段，包括一首新单曲《我的志愿》的MV。

## 音乐作品

### 唱片
- Mimpi（2005年，马来语EP）
- 李吉汉（2006年，同名中文专辑）
- 躲不过（2007年）
- Pasti（2008年，马来语EP）
- 分享（2008年，Karaoke DVD）
- 桀然不同拉闊音樂會（2009年，CD+DVD）
- Sincerely Yours Daniel（2011年）